# Scorpaenodes evides
Espèce
Synonymes
- Scorpaenodes littoralis (S. Tanaka (I), 1917)
- Sebastella littoralis S. Tanaka (I), 1917
- Thysanichthys evides D. S. Jordan & W. F. Thompson, 1914

Scorpaenodes evides est une espèce de poissons scorpions, originaire des océans Indien et Pacifique.

## Description
Ce poisson benthique mesure jusqu'à 11 cm de longueur totale et se rencontre à des profondeurs comprises entre 1 et 40 m sous la surface.

## Taxonomie
Cette espèce, classée initialement dans le genre Thysanichthys a été déplacée dans le genre Scorpaenodes en 2010.

## Publications originales
- Jordan & Thompson, 1914 : Record of the fishes obtained in Japan in 1911, Memoirs of the Carnegie Museum no 6, p. 205–313 ().
- Motomura, Arbsuwan & Musikasinthorn, 2010 : Thysanichthys evides, a Senior Synonym of Sebastella littoralis, and a Valid Species of Scorpaenodes (Actinopterygii: Scorpaenidae), Species Diversity no 15, p. 71–81 ().